# Clark Kellogg
Clark Clifton Kellogg Jr. (né le 2 juillet 1961) est un ancien joueur américain de basket-ball de NBA et actuellement consultant télé pour des matchs NCAA.

## Carrière en basket-ball
Clark 'Special K' Kellogg joua au lycée "Villa Angela-St. Joseph" à Cleveland (Ohio) et est considéré comme l'un des meilleurs joueurs lycéens de l'histoire de Cleveland. Sa meilleure performance eut lieu lors d'une défaite 79-65 lors du match pour le titre de champion de l'État face au lycée "Columbus East" qui vit Kellogg inscrire 51 points, qui demeure toujours un record de l'État de l'Ohio.
De 1979 à 1982, Kellogg joua à l'université d'État de l'Ohio, où il remporta le titre de "All-Big Ten Conference Most Valuable Player". Il obtint son diplôme en 1996 en marketing.
En 1982, Kellogg fut sélectionné au premier tour de la draft par les Indiana Pacers. Il joua cinq saisons pour les Pacers avant qu'une blessure chronique au genou ne l'oblige à mettre un terme à sa carrière. Il fut sélectionné dans la "NBA All-Rookie Team" en 1983.

## Carrière de consultant
En 1990, il rejoint ESPN en tant que consultant. Il travailla aussi pour "Big East Network" et "Prime Sports". Kellogg débuta par les commentaires des matchs des Indiana Pacers à l'extérieur sur "WTTV/FSN-Indiana".
À partir de 1993-1994, Kellogg collabora pour CBS Sports en travaillant sur les matchs de NCAA. De 1994 à 1997, il présenta les émissions d'avant-match du tournoi NCAA. En 1997, Kellogg rejoint CBS Sports à plein temps pour la couverture des matchs de basketball universitaire, continuant à être l'un des trois analystes de la March Madness avec Greg Gumbel et le journaliste de Sports Illustrated Seth Davis. Il travaille aussi toujours en tant que commentateur des matchs des Indiana Pacers.
Kellogg vit aujourd'hui à Westerville, Ohio, avec sa femme, Rosy et leurs trois enfants. Sa fille, Talisa, joue à Georgia Tech, en ACC dans l'équipe de volleyball. Son fils, Alex, joue à Providence College, dans l'équipe de basketball.
Clark siège au conseil d'administration de la Commerce National Bank à Columbus (Ohio).